# Her (banda)
Her fue un grupo francés de música soul nativa de Rennes. Formado en el año 2015, está compuesta por Simon Carpentier y Víctor Solf. El nombre del grupo, que significa "Ella" en inglés, fue elegido por sus dos miembros para representar a la causa de las mujeres y [el feminismo].

## Biografía

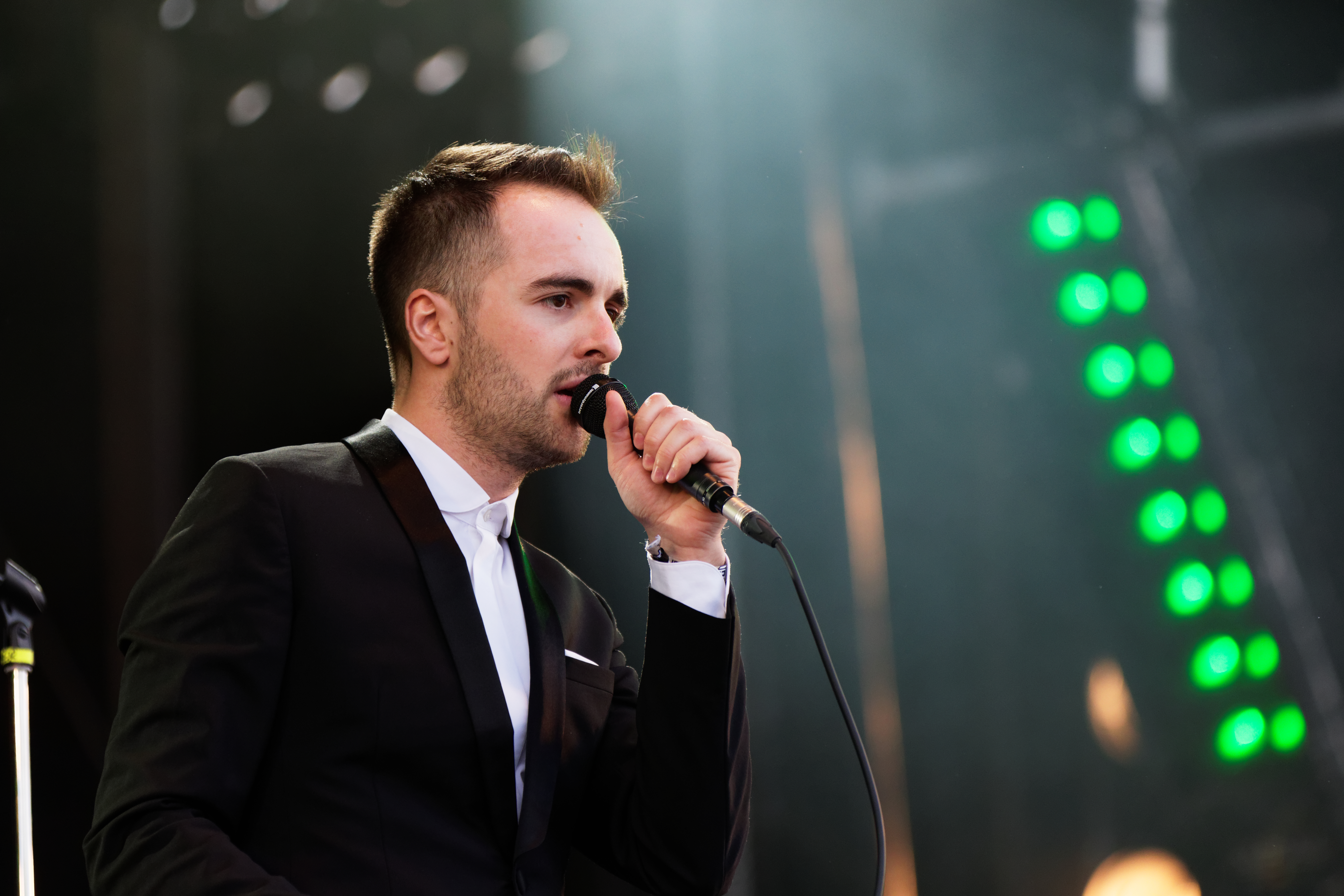
Simon Carpentier en 2016

Después de haber pasado un año escolar en Estados Unidos, Simon Carpentier conoce a Victor Solf, recién vuelto de Alemania, en el liceo Émile-Zola de Rennes donde crean sus primeras pistas a los dieciséis años. Entran más tarde al conservatorio para aprender música clásica que los ayudará en la composición y las armonías de sus futuros títulos. Durante seis años, fueron miembros de grupo de électro pop  The Popopopops, fundado en 2007, con el cual hacen dos EP, seguido de un álbum titulado Swell y de varios conciertos.
Her fue fundado en abril 2015 cuando sacan su primer EP llamado:Her Tape #1. Sus primeros sencillos son Quite Like y 'Five  Minutes'. El videoclip de la canción Quite Like estuvo realizado por Raphael Frydman y producido por Partizan. Pone en escena la belleza y la dulzura femenina bajo la apariencia de una joven mujer vocalizando cada palabra murmurada por el dúo.
Simon Carpentier muere el 13 de agosto de 2017 debido a un cáncer. El álbum homónimo lanzó en 2018.

## Discografía

### Álbumes
| 2018: Her |
| --- |
| (Barclay) 1. We Choose 2. Five Minutes 3. Icarus 4. Blossom Roses 5. On & On 6. Neighborhood 7. Trying 8. Quite Like 9. Wanna Be You 10. Swim 11. Good Night 12. For Him 13. Shuggie (Bonus Track) 14. Together (Bonus Track) |

### EP
| 2016: Her Tape #1                                           |
| ----------------------------------------------------------- |
| (Barclay) Intro Quite Like Five Minutes Interlude Her Union |

| 2017: Her Tape #2                                                                              |
| ---------------------------------------------------------------------------------------------- |
| (Barclay) Intro Blossom Roses Queens (duo con Zefire) Interlude Jeanie J Swim (duo con Zefire) |